# Режіш
Режіш — місто в Тунісі у регіоні Сахель. Входить до складу вілаєту Махдія. Станом на 2004 рік тут проживало 8 925 осіб.
| Туніс | Це незавершена стаття з географії Тунісу. Ви можете допомогти проєкту, виправивши або дописавши її. |